# Чанов В'ячеслав Вікторович
В'ячеслав Вікторович Чанов (23 жовтня 1951, Москва) — радянський футболіст, воротар. Майстер спорту СРСР — з 1977 року.

## Спортивна біографія
Пройшов всі етапи дитячо-юнацького футболу у групі підготовки «Шахтар» (Донецьк). Перший тренер — Г. В. Бікезін. Старший син відомого радянського воротаря Віктора Гавриловича Чанова. Постійно грав за збірні СРСР різних вікових категорій. У донецькому «Шахтарі», переважно вважався другим воротарем, за спиною більш маститого Юрія Дегтерьова.
Коли у «Торпедо» перейшов працювати колишній тренер «гірників» Володимир Сальков, то він запросив В'ячеслава до складу «автозаводців». За п'ять сезонів у складі «торпедівців» він провів більше матчів, ніж за десять у складі «Шахтаря». Багато матчів у складі москвичів провів капітаном. У ці роки він постійно викликався до складу олімпійської та навіть першої збірної СРСР. У 1981 році став найкращим воротарем чемпіонату СРСР.
Після вдалих сезонів в «Торпедо», перейшов спочатку в «Нефтчі» (Баку), а пізніше до складу «армійців» Москви. Завершив кар'єру гравця у напіваматорських німецьких командах.
Після завершення кар'єри працював тренером воротарів в московському ЦСКА, тульському «Арсеналі» та новомосковському «Хіміку».
З 2018 року — пенсіонер.

## Титули та досягнення
- Бронзовий призер чемпіонату СРСР: 1978 року.
- Фіналіст Кубку СРСР (2): 1978, 1982 років.
- Срібний призер першої ліги першості СРСР: 1972 року.
- Чемпіон Європи серед студентів: 1970 року.
- Бронзовий призер чемпіонату Європи серед юніорів: 1969 рік.
- Найкращий воротар СРСР: 1981 року.
- Член Клубу воротарів Євгена Рудакова: 137 матчів на «0».
- Член Клубу воротарів Льва Яшина: 130 матчів на «0».